# Luca Melchiore Tempi
Luca Melchiore Tempi (Firenze, 13 febbraio 1688 – Roma, 17 luglio 1762) è stato un cardinale e arcivescovo cattolico italiano.

## Biografia
Nacque il 13 febbraio 1688.
Papa Benedetto XIV lo elevò al rango di cardinale nel concistoro del 26 novembre 1753.
Partecipò al conclave del 1758 che elesse papa Clemente XIII.
Morì il 17 luglio 1762.

## Genealogia episcopale e successione apostolica
La genealogia episcopale è:
- Cardinale Scipione Rebiba
- Cardinale Giulio Antonio Santori
- Cardinale Girolamo Bernerio, O.P.
- Arcivescovo Galeazzo Sanvitale
- Cardinale Ludovico Ludovisi
- Cardinale Luigi Caetani
- Cardinale Ulderico Carpegna
- Cardinale Paluzzo Paluzzi Altieri degli Albertoni
- Cardinale Flavio Chigi
- Papa Clemente XII
- Cardinale Giovanni Antonio Guadagni, O.C.D.
- Cardinale Luca Melchiore Tempi

La successione apostolica è:
- Vescovo Paul Godefroid de Berlo de Franc-Douaire (1741)
- Cardinale José Manuel da Câmara d'Atalaia (1754)